# Diana the Huntress
Diana the Huntress (o Diana) è un cortometraggio muto del 1916 diretto da Charles W. Allen e Francis Trevelyan Miller.

## Produzione
Il film fu prodotto dalla Pluragraph.

## Distribuzione
Distribuito dall'Unity Sales Corp., il film - un cortometraggio di tre bobine - uscì nelle sale cinematografiche USA il 29 maggio 1916.